# Governació del Caire
La governació del Caire (àrab: محافظة القاهرة, muḥāfaẓat al-Qāhira) és una de les governacions o muhàfadhes d'Egipte. La seva capital, el Caire, és també la capital d'Egipte. L'abril de 2008, alguns municipis de la governació van passar a la governació de Helwan, en la reordenació territorial que es va fer a Egipte.